# Smerinthus protai
Smerinthus protai är en fjärilsart som beskrevs av Wolfgang Speidel 1981. Smerinthus protai ingår i släktet Smerinthus och familjen svärmare. Inga underarter finns listade i Catalogue of Life.